# Saison 1992-1993 du Stade Malherbe Caen
Maillots
Chronologie
Saison précédente Saison suivante
En 1992-1993, le Stade Malherbe Caen évolue en première division pour la cinquième saison consécutive.
Dumas part à l'AS Monaco pour 6 millions de francs et n'est pas remplacé en défense, tandis que Gabriel Calderón et Stéphane Dedebant viennent renforcer le milieu de terrain.
Le club dispute la coupe d'Europe pour la première fois de son histoire. Le tirage réserve au club au premier tour le Real Saragosse, où évoluent entre autres le champion du monde allemand Andreas Brehme et l'urugayen Gustavo Poyet. Le match aller a lieu au stade de Venoix, devant des tribunes étonnamment clairsemées. La composition du Stade Malherbe est la suivante : Montanier; Avenet, Fournier, Point, Lebourgeois (Germain 28e); Dangbeto (Rouissi 76e), Cauet, Görter, Calderon; Paille, Gravelaine.
Les caennais attaquent le match tambour battant : après vingt minutes, ils mènent 2-0, grâce à Paille et Gravelaine, puis 3-1 grâce à un nouveau but de Paille, servi de nouveau par Gravelaine. Une action valant un penalty n'est pas sifflé par l'arbitre. La deuxième mi-temps voit les Caennais se créer de nouvelles occasions, sans réussite. Les espagnols réduisent finalement l'écart sur une action litigieuse et Caen l'emporte 3-2,. Quelques jours plus tard, Gravelaine est sélectionné en équipe de France pour la première fois de sa carrière. La rencontre est élue en fin d'année match de l'année 1992 par le magazine France Football.
Pour le match retour en Espagne, l'entraîneur Daniel Jeandupeux fait un pari tactique osé : le meneur de jeu Dedebant joue en tant que latéral droit, le buteur Paille joue au poste de libéro,. La composition est la suivante : Montanier; Dedebant, Fournier, Paille, Point (Germain 65e), Lebourgeois; Dangbeto (Görter 72e), Cauet, Calderon; Rouissi, Gravelaine. Les espagnols l'emportent assez logiquement, même si l'arbitrage, dirigé par le sulfureux arbitre gallois Howard King, est objet à polémique, Thierry Roland s'exclamant en direct sur TF1 : « Ah j'ai rarement vu un trio de nulos pareil... Faudrait les empailler ceux-là ». Sur les deux matchs, les caennais sont éliminés.
Malgré l'explosion au plus haut niveau de Gravelaine, auteur de vingt-deux buts toutes compétitions confondues, les Caennais ne se remettent pas de cette déception. La faiblesse chronique de l'équipe en défense l'empêche de décoller en championnat, qu'elle termine à la onzième place. L'OM élimine Malherbe en huitièmes de finale de Coupe de France.
À la fin de la saison, le mythique mais vétuste Stade de Venoix est abandonné par l'équipe première, qui inaugure le Stade Michel-d'Ornano par une victoire (4-1) lors d'un match de gala contre le Bayern Munich. Une page se tourne.

## Transferts

### Arrivées
| Nom                | Poste             | Nationalité sportive | Transfert | Provenance        |
| ------------------ | ----------------- | -------------------- | --------- | ----------------- |
| Gabriel Calderón   | milieu de terrain | Argentine            | Transfert | FC Sion ( Suisse) |
| Faouzi Rouissi     | attaquant         | Tunisie              | Transfert | Club africain     |
| Stéphane Dedebant  | milieu de terrain | France               | Transfert | RC France         |
| Clément Garcia     | attaquant         | France               | Prêt      | Montpellier HSC   |
| Stéphane Lièvre    | défense           | France               | Transfert | RC Versailles     |
| Christophe Duboscq | attaquant         | France               | Transfert | US Avranches      |

### Départs
| Nom                        | Poste             | Nationalité sportive | Transfert | Destination     |
| -------------------------- | ----------------- | -------------------- | --------- | --------------- |
| Franck Dumas               | défenseur         | France               | Transfert | AS Monaco       |
| Michel Rio                 | milieu de terrain | France               | Transfert | Le Havre AC     |
| Didier Thimothée           | attaquant         | France               | Transfert | Red Star        |
| Jesper Olsen               | milieu de terrain | Danemark             | Arrêt     |                 |
| Olivier Pickeu             | attaquant         | France               | Prêt      | Montpellier HSC |
| Vinicius De Olivera Rubens | attaquant         | Brésil               | Transfert | Brésil          |
| Fabien Debotté             | milieu de terrain | France               | Transfert | FC Nantes       |

## Effectif

### Joueurs utilisés
| Joueur             | D1     | D1   |
| Joueur             | Matchs | Buts |
| ------------------ | ------ | ---- |
| Philippe Montanier | 34     | 0    |
| Frédéric Petereyns | 5      | 0    |

| Joueur             | D1     | D1   |
| Joueur             | Matchs | Buts |
| ------------------ | ------ | ---- |
| Hippolyte Dangbeto | 36     | 3    |
| Joël Germain       | 35     | 3    |
| Christophe Point   | 33     | 1    |
| Yvan Lebourgeois   | 32     | 0    |
| Hubert Fournier    | 23     | 0    |
| Wally Dieng        | 6      | 0    |
| Stéphane Lièvre    | 4      | 0    |

| Joueur            | D1     | D1   |
| Joueur            | Matchs | Buts |
| ----------------- | ------ | ---- |
| Benoît Cauet      | 37     | 2    |
| Gabriel Calderón  | 36     | 2    |
| Stéphane Dedebant | 36     | 7    |
| Emmanuel Rival    | 23     | 0    |
| Philippe Avenet   | 18     | 0    |
| Willy Görter      | 15     | 1    |

| Joueur             | D1     | D1   |
| Joueur             | Matchs | Buts |
| ------------------ | ------ | ---- |
| Xavier Gravelaine  | 35     | 20   |
| Stéphane Paille    | 33     | 9    |
| Faouzi Rouissi     | 27     | 4    |
| Christophe Duboscq | 5      | 0    |

## Les rencontres de la saison

### Championnat de Division 1
| Date                       | Journée | Adversaire             | Lieu | Score | Buteurs SMC                   | Class. | Public |
| -------------------------- | ------- | ---------------------- | ---- | ----- | ----------------------------- | ------ | ------ |
| samedi 8 août 1992         | J01     | Montpellier HSC        | Ext. | 2 - 0 |                               | 17e    |        |
| samedi 15 août 1992        | J02     | Lille OSC              | Ext. | 1 - 0 |                               | 20e    |        |
| samedi 22 août 1992        | J03     | Valenciennes FC        | Dom. | 3 - 0 | Dangbeto, Gravelaine, Point   | 12e    | 8 832  |
| samedi 29 août 1992        | J04     | Paris SG               | Ext. | 2 - 0 |                               | 16e    |        |
| mercredi 2 septembre 1992  | J05     | Olympique lyonnais     | Dom. | 3 - 2 | Görter, Calderon, Dangbeto    | 13e    | 7 223  |
| vendredi 11 septembre 1992 | J06     | FC Metz                | Ext. | 1 - 0 |                               | 14e    |        |
| samedi 19 septembre 1992   | J07     | Toulouse FC            | Dom. | 4 - 1 | Gravelaine (2), Paille, Cauet | 13e    | 6 768  |
| vendredi 25 septembre 1992 | J08     | Sporting Toulon Var    | Ext. | 1 - 1 | Gravelaine                    | 12e    |        |
| dimanche 4 octobre 1992    | J09     | Le Havre AC            | Dom. | 3 - 3 | Gravelaine, Dangbeto, Paille  | 12e    | 7 500  |
| mercredi 7 octobre 1992    | J10     | AJ Auxerre             | Ext. | 3 - 2 | Gravelaine, Cauet             | 13e    |        |
| samedi 17 octobre 1992     | J11     | Nîmes Olympique        | Dom. | 2 - 2 | Paille (2)                    | 13e    | 6 822  |
| samedi 24 octobre 1992     | J12     | RC Lens                | Ext. | 0 - 3 | Gravelaine (3)                | 9e     |        |
| vendredi 30 octobre 1992   | J13     | AS Monaco              | Dom. | 1 - 0 | Gravelaine                    | 9e     | 9 306  |
| samedi 7 novembre 1992     | J14     | Girondins de Bordeaux  | Ext. | 2 - 0 |                               | 10e    |        |
| vendredi 20 novembre 1992  | J15     | FC Nantes              | Dom. | 1 - 1 | Gravelaine                    | 11e    | 10 087 |
| samedi 28 novembre 1992    | J16     | Olympique de Marseille | Ext. | 2 - 1 | Gravelaine                    | 13e    |        |
| vendredi 4 décembre 1992   | J17     | AS Saint-Étienne       | Dom. | 0 - 0 |                               | 12e    | 8 543  |
| samedi 12 décembre 1992    | J18     | FC Sochaux             | Ext. | 1 - 0 |                               | 13e    |        |
| samedi 19 décembre 1992    | J19     | RC Strasbourg          | Dom. | 3 - 0 | Germain, Gravelaine, Dedebant | 12e    | 7 495  |
| samedi 9 janvier 1993      | J20     | Lille OSC              | Dom. | 4 - 3 | Gravelaine (2), Dedebant (2)  | 10e    | 7 171  |
| samedi 16 janvier 1993     | J21     | Valenciennes FC        | Ext. | 3 - 2 | Gravelaine, Garcia            | 11e    |        |
| vendredi 22 janvier 1993   | J22     | Paris SG               | Dom. | 0 - 2 |                               | 12e    | 7 867  |
| samedi 30 janvier 1993     | J23     | Olympique lyonnais     | Ext. | 1 - 0 |                               | 13e    |        |
| samedi 6 février 1993      | J24     | FC Metz                | Dom. | 0 - 1 |                               | 15e    | 6 793  |
| mercredi 10 février 1993   | J25     | Toulouse FC            | Ext. | 1 - 1 | Dedebant                      | 15e    |        |
| dimanche 21 février 1993   | J26     | Sporting Toulon Var    | Dom. | 2 - 1 | Germain, Paille               | 14e    | 7 597  |
| vendredi 26 février 1993   | J27     | Le Havre AC            | Ext. | 2 - 3 | Paille, Gravelaine, Calderon  | 13e    |        |
| jeudi 11 mars 1993         | J28     | AJ Auxerre             | Dom. | 2 - 1 | Dedebant, Gravelaine          | 13e    | 6 755  |
| dimanche 21 mars 1993      | J29     | Nîmes Olympique        | Ext. | 1 - 2 | Paille, Rouissi               | 11e    |        |
| vendredi 2 avril 1993      | J30     | RC Lens                | Dom. | 0 - 1 |                               | 13e    | 7 559  |
| samedi 10 avril 1993       | J31     | AS Monaco              | Ext. | 4 - 2 | Rouissi, Germain              | 14e    |        |
| mercredi 14 avril 1993     | J32     | Girondins de Bordeaux  | Dom. | 1 - 0 | Paille                        | 12e    | 7 774  |
| samedi 1er mai 1993        | J33     | FC Nantes              | Ext. | 1 - 1 | Dedebant                      | 10e    |        |
| samedi 8 mai 1993          | J34     | Olympique de Marseille | Dom. | 2 - 3 | Sauzée (csc), Paille          | 10e    | 8 737  |
| samedi 15 mai 1993         | J35     | AS Saint-Étienne       | Ext. | 1 - 1 | Rouissi                       | 10e    |        |
| samedi 22 mai 1993         | J36     | FC Sochaux             | Dom. | 2 - 0 | Gravelaine (2)                | 10e    | 7 410  |
| samedi 29 mai 1993         | J37     | RC Strasbourg          | Ext. | 1 - 1 | Dedebant                      | 10e    |        |
| mercredi 2 juin 1993       | J38     | Montpellier HSC        | Dom. | 2 - 3 | Laurey (csc), Rouissi         | 11e    | 7 391  |

### Coupe UEFA
| 1er tour aller          | SM Caen | 3 - 2   | Real Saragosse | Stade de Venoix, Caen                              |                                                    |
| 15 septembre 1992 20h45 | Paille 7e 37e · Gravelaine 17e | (3 - 1) | Sanjuán 30e · Pardeza 75e | Spectateurs : 5 000 Arbitrage : Kurt Röthlisberger | Spectateurs : 5 000 Arbitrage : Kurt Röthlisberger |
| 15 septembre 1992 20h45 | Montanier; Avenet, Fournier, Point, Lebourgeois ( 28e Germain); Dangbeto ( 76e Rouissi), Cauet, Görter, Calderon; Paille, Gravelaine. Entr. : Daniel Jeandupeux | Équipes | Cedrún; Solana ( 54e López), Juliá, Aguado, Brehme; Gay, Franco, Sanjuán, Mateuţ; Pardeza, Peña ( 76e García). Entr. : Víctor Fernández. | Spectateurs : 5 000 Arbitrage : Kurt Röthlisberger | Spectateurs : 5 000 Arbitrage : Kurt Röthlisberger |

| 1er tour retour        | Real Saragosse | 2 - 0 (4 - 3) | SM Caen | La Romareda, Saragosse                      |                                             |
| 1er octobre 1992 21h00 | Brehme 24e · Poyet 64e | (1 - 0)       | | Spectateurs : 7 000 Arbitrage : Howard King | Spectateurs : 7 000 Arbitrage : Howard King |
| 1er octobre 1992 21h00 | Cedrún; Belsué, López, Aguado, Solana; Gay ( 75e Sanjuán), Franco, Poyet, Brehme; Higuera ( 54e García), Pardeza. Entr. : Víctor Fernández. | Équipes       | Montanier; Fournier, Paille, Point ( 64e Germain) ; Dangbeto, Dedebant, Cauet, Calderon ( 75e Görter), Lebourgeois ; Rouissi, Gravelaine. Entr. : Daniel Jeandupeux | Spectateurs : 7 000 Arbitrage : Howard King | Spectateurs : 7 000 Arbitrage : Howard King |

### Coupe de France
| Date                | Tour          | Adversaire             | Lieu | Score | Buteurs SMC     | Public |
| ------------------- | ------------- | ---------------------- | ---- | ----- | --------------- | ------ |
| samedi 6 mars 1993  | 32e de finale | Sporting Toulon Var    | Dom. | 1 - 0 | Gravelaine      | 4 797  |
| mardi 30 mars 1993  | 16e de finale | Pont-Saint-Esprit (D3) | Ext. | 0 - 2 | Point, Calderon |        |
| mercredi 5 mai 1993 | 8e de finale  | Olympique de Marseille | Dom. | 1 - 2 | Cauet           | 6 811  |

### Coupe Intertoto
| Date       | Tour                  | Adversaire   | Lieu | Score | Buteurs SMC | Public |
| ---------- | --------------------- | ------------ | ---- | ----- | ----------- | ------ |
| 04/07/1992 | 1re journée, groupe 6 | Schalke 04   | dom  | 1 - 1 | Dangbeto    | 3 000  |
| 08/07/1992 | 2e journée, groupe 6  | Lyngby BK    | dom  | 1 - 0 | ?           | ?      |
| 15/07/1992 | 3e journée, groupe 6  | RKC Waalwijk | dom  | 2 - 0 | ?           | ?      |
| 18/07/1992 | 4e journée, groupe 6  | Lyngby BK    | ext  | 2 - 1 | ?           | ?      |
| 22/07/1992 | 5e journée, groupe 6  | Schalke 04   | ext  | 1 - 1 | Gravelaine  | 3 500  |
| 25/07/1992 | 6e journée, groupe 6  | RKC Waalwijk | ext  | 1 - 0 |             | ?      |